# Matvei Gedenschtrom
Matvei Matveyevich Gedenschtrom (em russo:  Матвей Матвеевич Геденштром) (circa 1780 - 20 de setembro de 1845), também conhecido por Mathias Hedenström, foi um explorador russo-sueco da Sibéria do Norte e escritor.

## Vida
Nasceu em Riga, então parte do Império Russo, filho de um refugiado político sueco. Após cursar a Universidade de Tartu sem concluir os estudos, trabalhou em alfândegas e, em 1808, foi preso e exilado para a Sibéria sob acusação de suborno.
Enviado a Irkutsk, recebeu do ministro do Comércio a missão de explorar a costa do Oceano Ártico. Sem formação científica prévia, dedicou-se a estudar técnicas de cartografia e liderou expedições pelas Ilhas da Nova Sibéria (com Yakov Sannikov, entre outros), mapeando regiões entre os rios Yana e Kolyma. Suas viagens levaram à consolidação de informações sobre a polínia siberiana e à teoria sobre a possível “Terra de Sannikov”.
Mais tarde, ocupou cargos administrativos em Irkutsk e Verkhne-Udinsk, mas foi afastado por Mikhail Speransky em 1820 por corrupção e abuso de poder. Embora proibido de retomar funções públicas, acabou retornando ao serviço em diferentes postos na Sibéria Ocidental. Nos últimos anos de vida, viveu em Tomsk, em condições de pobreza, vindo a falecer em 20 de setembro de 1845.

## Publicações

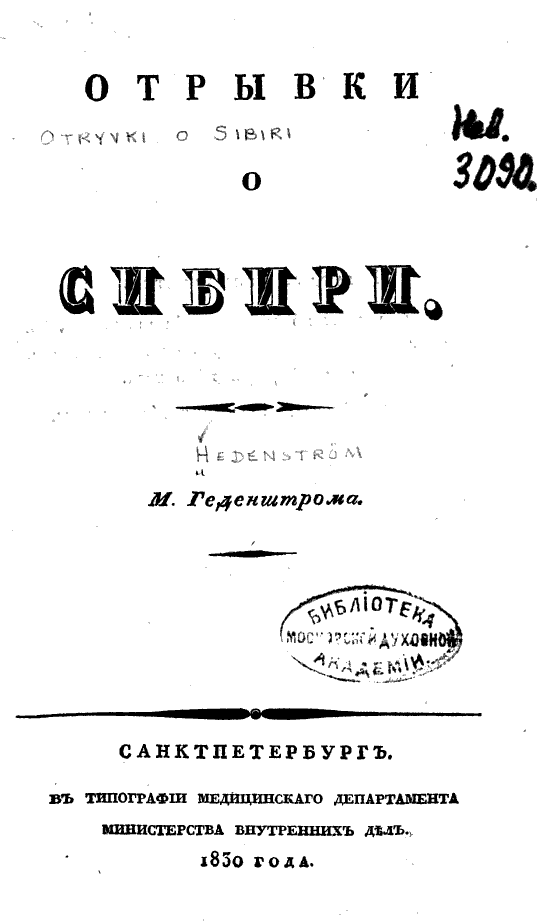
Skehes on Siberia (Отрывки о Сибири; 1830).

Matvei Gedenshtrom publicou suas descobertas científicas em vários trabalhos e artigos separados:
- Gedenshtrom’s Journey Across the Arctic Ocean and its Islands, Which Lie to the East of the Lena’s Estuary (Путешествие Геденштрома по Ледовитому морю и островам онаго, лежащим от устья Лены к востоку; 1822)
- Description of the Arctic Ocean coastline from the Yana estuary to Cape Baranov (Описание берегов Ледовитого моря от устья Яны до Баранова камня; 1823)
- Notes on Siberia (Записки о Сибири; 1829)
- Skehes on Siberia (Отрывки о Сибири; 1830)
- Islands Between the Lena and Kolyma (Острова между Леною и Колымою; 1838)
- New Siberia (Новая Сибирь; 1838)
- Heads of Unknown Animals Found in Northern Siberia (Головы неизвестных животных, находимых в Северной Сибири; 1838)
- On Baikal (О Байкале; 1839)
- Material for the Description of Siberia (Материалы для описания Сибири; 1841)
- Siberia (Сибирь; 1842).